# Insoladora
Una insoladora (también conocida como  copiadora por contacto, del inglés «contact printer») es un aparato mediante el cual se copia una imagen (negativa o positiva, según el proceso) al iluminar el fotolito que la contiene, que se ha puesto en contacto directo con una superficie fotosensible (película, papel, placa o plancha) sobre la que se forma una imagen invertida (negativo) respecto a la existente en el fotolito original. La fuente de luz puede ser interna o un foco externo al aparato.
Una insoladora por contacto consiste esencialmente en un cristal plano sobre el que se pone el fotolito original, en contacto directo con la superficie a exponer, con un sistema para crear el vacío alrededor de los mismos (opcional), y se le aplica una fuente de luz (tubos actínicos de UV en el caso de la tecnología offset y la fabricación de PCB), mediante un temporizador automático (opcional).

## Usos
El procedimiento por contacto usado en los inicios de la fotografía se utiliza también, entre otros, en serigrafía, en las copias blueprint, en la tecnología de impresión offset y para la fabricación de circuitos impresos.
La insoladora consta de una fuente de luz muy intensa y el fotolito solo deja pasar la luz a través en las zonas donde no esté impresionado. Los marcos de seda, planchas ófset o las placas PCB suelen estar impregnados de un material fotosensible (tipo barniz) que, al reaccionar con la luz, modifica sus características superficiales. Posteriormente, se elimina el barniz que ha sido fotosensibilizado quedando listos para su uso.

### Fotografía
La copiadora por contacto se utiliza para la duplicación de negativos por contacto, es decir, para reproducir en el papel un negativo fotográfico en el mismo formato exacto. Fue el modo común de positivar hasta que se empezó a usar la alternativa de la ampliadora fotográfica. Las que disponen de una fuente de luz interna están construidas como una caja cerrada, en la que se alojan una o más lámparas separadas del negativo a través de un vidrio ópalo o esmerilado.
La reproducción se hace colocando el negativo pegado al cristal y luego el papel fotográfico con la Emulsión en contacto con el negativo. Se ajusta  el negativo al cuerpo del papel, se cierra la tapa y se aplica cierta presión contra el vidrio, para evitar el desenfoque; luego, se procede a impresionar el papel fotográfico encendiendo la luz interior (insoladora) o bien un foco externo, que normalmente suele ser la luz de la ampliadora fotográfica. La exposición se puede hacer a mano o mediante un temporizador que enciende y apaga la fuente de luz durante un tiempo preestablecido y con gran precisión.

### Whiteprint
En el procedimiento de copias whiteprint, (esencialmente un proceso de diazotipia mediante insolación), se utiliza una insoladora dinámica. La exposición  se efectúa progresivamente a medida que los rodillos arrastran los dos papeles juntos (original y copia) ante una potente luz actínica. Se introducen en los rodillos de arrastre de la insoladora (en contacto directo), el plano dibujado en papel vegetal (u otro soporte transparente) y el papel de la copia, que tiene una capa  fotosensible —una impregnación de diazo— que recubre la superficie del papel. Las copias se revelan con un agente químico -una disolución de amoniaco en agua- que tiñe de violeta oscuro (blue-line) las partes no expuestas a la luz.

### Serigrafia
En serigrafía se puede usar una insoladora tipo cajón, con varias lámparas fluorescentes próximas a la seda del marco. La emulsión reacciona dependiendo de la cantidad de luz recibida, por ese motivo es importante hacer pruebas para determinar el tiempo de exposición. Habitualmente para una insoladora de cajón, la exposición no suele ser superior a un minuto. En las insoladoras de tipo industrial con lámpara actínica situada a cierta distancia, el tiempo de exposición puede ser de unos 20 minutos.
Se coloca el fotolito (también llamado arte) debajo del bastidor con la emulsión. Las partes negras del fotolito no dejan pasar la luz hacia las partes correspondientes de la seda emulsionada, por lo tanto, en estas partes la emulsión no se curará y podrá ser lavada posteriormente, hay que tener en cuenta que no debe de quedar espacio entre el fotolito y la seda, para esto se usa cualquier elemento con peso suficiente para presionar la seda contra el fotolito o  bien una bomba de vacío.

### Offset
En tecnología offset, el fotolito se coloca en contacto directo con la plancha de impresión y se prensan con una tapa opaca que a en ocasiones tiene una bomba de vacío que ayuda a que hagan buen contacto, . La plancha está revestida con una capa de resina fotosensible en la que se forma una imagen invertida (negativo) respecto a la de la fotolito original y una vez transferida la información del fotolito a la plancha, se revela y se prepara la placa para su uso en la rotativa o máquina plana offset.
Comparte algunos principios fundamentales con la fotografía ya que el patrón de grabado en la placa se genera por exposición a la luz,  con una imagen creada por contacto utilizando una máscara óptica. Este procedimiento es comparable a la versión de alta precisión del método utilizado para hacer placas de circuito impreso.

### Circuitos impresos
La insoladora que se utiliza en la creación artesanal de un circuito impreso, permite entre otras cosas hacer prototipos de PCB antes de ser enviados a una producción en serie.
Las partes quemadas por la exposición a la luz reproducen los patrones dibujados en una película transparente sobre una placa de epoxi pre-sensibilizada.
Una placa presensibilizada comprende una placa aislante (de resina epoxi o de baquelita), con una capa de cobre adherida, y recubierta de una capa de barniz sensibilizado. El barniz es sensible a los rayos UV, que debilitan o fortalecen su estructura según se trate de un proceso  "positivo" o "negativo". Las partes impresas del fotolito (generalmente en negro), insertado entre la fuente de luz y la placa pre-sensibilizada, protegen el barniz de la radiación UV
En el caso de una placa de "positivo", sólo son "irradiadas" las zonas no protegidas. En las áreas expuestas se debilita su barniz, y entonces se puede eliminar con un revelador. Las áreas que ya no están protegidas por el barniz son expuestas a percloruro de hierro durante el grabado, y la capa de cobre sin protección será "comida" por este último, quedando completamente disuelto (es decir, convertido en cloruro de cobre).
En las áreas restantes de la placa quedan las pistas impresas en los dibujos originales.
El proceso completo incluye:
- Realización del dibujo (máscara) con la ayuda de herramientas de trazado o simplemente a mano
- Impresión en papel transparente
- Insolado de la placa de epoxi (o baquelita)
- Revelado del circuito utilizando un revelador
- Grabado con cloruro férrico
- Neutralización del cloruro férrico
- Estañado en frío (para proteger las pistas)
- Perforación
- Colocación de componentes y soldadura

En la producción artesanal de circuitos, el estañado y barnizado del circuito son pasos opcionales, pero se recomienda hacerlos.